# Kermania pistaciella
Kermania pistaciella är en fjärilsart som beskrevs av Hans Georg Amsel 1964. Kermania pistaciella ingår i släktet Kermania och familjen äkta malar.
Artens utbredningsområde är Iran. Inga underarter finns listade i Catalogue of Life.